# Mistrzostwa Świata w Tenisie Stołowym 1991
41. Mistrzostwa świata w tenisie stołowym odbyły się w dniach 24–6 maja 1991 roku w Chibie. Zawody zostały zdominowane przez reprezentantów Chin i Szwecji, którzy zwyciężyli w większości konkurencji.

## Końcowa klasyfikacja medalowa
| Miejsce | Państwo        | Złoto | Srebro | Brąz | Razem |
| ------- | -------------- | ----- | ------ | ---- | ----- |
| 1       | Chiny          | 3     | 4      | 4    | 11    |
| 2       | Szwecja        | 3     | 1      | 1    | 5     |
| 3       | Korea          | 1     | 1      | 2    | 4     |
| 4       | Jugosławia     | 0     | 1      | 0    | 1     |
| 5       | Czechosłowacja | 0     | 0      | 1    | 1     |
| 5       | ZSRR           | 0     | 0      | 1    | 1     |
| 5       | Grecja         | 0     | 0      | 1    | 1     |
| 5       | Rumunia        | 0     | 0      | 1    | 1     |
| 5       | Francja        | 0     | 0      | 1    | 1     |

## Medaliści
| Konkurencja:               | Złoto:                            | Srebro:               | Brąz:                                                    |
| gra pojedyncza kobiet      | Deng Yaping                       | Li Bun-hui            | Chan Tan Lui Qiao Hong                                   |
| gra pojedyncza mężczyzn    | Jörgen Persson                    | Jan-Ove Waldner       | Kim Taek-soo Ma Wenge                                    |
| gra podwójna kobiet        | Chen Zihe Gao Jun                 | Deng Yaping Qiao Hong | Ding Yaping Li Jun Hu Xiaoxin Liu Wei                    |
| gra podwójna mężczyzn      | Peter Karlsson Thomas von Scheele | Lü Lin Wang Tao       | Erik Lindh Jörgen Persson Andrei Mazunov Dmitry Mazunov  |
| gra mieszana               | Wang Tao Liu Wei                  | Xie Chaojie Chen Zihe | Kim Song-hui Li Bun-hui Kalinikos Kreanga Otilia Badescu |
| konkurs drużynowy mężczyzn | Szwecja                           | Jugosławia            | Czechosłowacja                                           |
| konkurs drużynowy kobiet   | Korea                             | Chiny                 | Francja                                                  |